# Форш, Ольга Дмитриевна
О́льга Дми́триевна Форш (урождённая Комарова; 16 [28] мая 1873, Дагестанская область — 17 июля 1961, Ленинград) — русская советская писательница, драматург. Известна в основном как автор исторических романов, рисующих революционно-демократическую борьбу в России на примерах выдающихся личностей.

## Биография
Дочь генерала Д. В. Комарова, тётка поэтессы Нины Хабиас. Ольга родилась 16 (28) мая 1873 год в Гунибе (ныне Дагестан), где генерал был начальником военного округа. Мать (азербайджанка Нина Шахэтдинова, двоюродная сестра Павла Флоренского) умерла рано, отец вторично женился. После его смерти в 1881 году мачеха отдала Ольгу в Ольгинскую гимназию Ставрополя и Московский Николаевский сиротский институт (1884—1891). Вначале Ольгу привлекала карьера художницы, и она училась в художественных мастерских Киева, Одессы и Санкт-Петербурга, в том числе у П. П. Чистякова.
В 1895 году Ольга Комарова становится женой Бориса Эдуардовича Форша, сына генерал-лейтенанта Э. И. Форша, руководившего Корпусом военных топографов. Супруги Форш часто живали в смоленском имении Герчики, которым владели сестра Бориса и её муж А. П. Мещерский. В 1906—1910 годах жили в Киеве, затем переехали в Царское Село.
Ольга Форш стала печатать свои произведения в 1907 году. Первый удачный рассказ «Был генерал» (1908) напечатан в журнале «Русская мысль». В ранних произведениях: повести «Рыцарь из Нюрнберга» (1908), незавершённом романе «Дети земли» (1910, переработан в рассказ «Богдан Суховской», 1928) — определился интеллектуализм прозы Форш, характерные черты её героя: неудовлетворённость действительностью и духовные поиски. В этот период увлекалась теософией, ездила в Париж брать уроки магии у Папюса.
В 1918 году переехала в Москву, в мае 1919 года была командирована во Всеукриздат в Киеве, после смерти мужа в 1920 году вернулась в Петроград, поселилась в Доме искусств. Была членом Вольфилы.
Истории революционной мысли и движения в России посвящены романы Форш: «Одеты камнем» (1924—1925) о судьбе революционера М. С. Бейдемана; «Горячий цех» (1926) о революции 1905-07; «Радищев» (ч. 1 — «Якобинский заквас», 1932; ч. 2 — «Казанская помещица», 1935; ч. 3 — «Пагубная книга», 1939), «Первенцы свободы» (1950—1953) о декабристах. Судьба творческой личности в условиях деспотического режима изображена в романах «Современники» (1926) о Николае Гоголе и Александре Ива́нове и «Михайловский замок» (1946) о трёх поколениях русских зодчих (В. И. Баженов, А. Н. Воронихин, К. И. Росси).
В художественно-мемуарных книгах «Сумасшедший корабль» (1930) и «Ворон» («Символисты», 1933) писательница рисует жизнь петроградской художественной интеллигенции двух первых десятилетий XX века, создаёт портреты современников (М. Горький, А. А. Блок, Ф. Сологуб и др.). Эта оригинальная дилогия о модернистах — плод художественной обработки реальных происшествий, свидетелями которых была Форш. Обе книги подвергались нападкам со стороны пролетарской критики и долгое время не переиздавались.
На склоне лет Ольга Форш пользовалась заслуженным почтением со стороны коллег; её произведения переиздавались многомиллионными тиражами. 
Форш принадлежат также рассказы, изображающие предреволюционный быт города и деревни, книги сатирических рассказов на зарубежные темы, киносценарии, пьесы. Произведения писательницы переведены на языки народов СССР и иностранные языки.
С июня 1935 года Ольга Форш проживала в доме Придворного конюшенного ведомства («писательская надстройка») на набережной канала Грибоедова, 9. Умерла 17 июля 1961 года в Тярлево под Павловском; похоронена в Пушкине на Казанском кладбище, рядом с захоронением Павла Чистякова и его семьи.

## Семья
- Мать — Нина Георгиевна Шахэтдинова. Двоюродный дядя — отец Павел Флоренский.
- Муж — Борис Эдуардович Форш (1867—1920), военный инженер, переводчик немецких поэтов. Участник Первой мировой войны (подполковник). Умер от сыпного тифа.
  - Дочери — Надежда и Тамара
  - Сын — Дмитрий
    - Внучка — Ольга Дмитриевна Форш (полная тёзка бабушки)
- Двоюродный брат — Павел Мещерский
- Двоюродный брат — академик В. Л. Комаров.

## Награды
- два ордена Трудового Красного Знамени (31.01.1939[2], 28.05.1953)
- орден «Знак Почёта» (26.05.1943)
- медали

## Сочинения

### Романы
- 1910 — «Богдан Суховской» («Дети земли»; не завершён)
- 1924—1925 — «Одеты камнем»
  - 1924 — по мотивам романа снят фильм «Дворец и крепость», Ольга Форш выступила сосценаристом фильма.
  - 1986 — экранизирован под названием «Таинственный узник».
- 1926 — «Горячий цех»
- 1926 — «Современники»
- 1930 — «Сумасшедший Корабль»
- 1933 — «Ворон». («Символисты»)
- «Радищев»:
  - 1932 — «Якобинский заквас»;
  - 1935 — «Казанская помещица»;
  - 1939 — «Пагубная книга».
- 1946 — «Михайловский замок».
- 1950—1953 — «Первенцы свободы».

### Сборники рассказов
- 1914 — «Что кому нравится».
- 1923 — «Обыватели»[3].
- 1925 — «Летошный снег».
- 1926 — «Московские рассказы».
- 1927 — «Примус».
- 1929 — «Под куполом».
- 1930 — «Куклы Парижа».
- 1933 — «Вчерашний день».

### Отдельные рассказы и повести
- 1907 — «Черешня».
- 1908 — «Был генерал».
- 1908 — Жизнь и учение Будды. Очерк
- 1908 — Индийский мудрец. Рассказ-легенда
- 1908 — Рыцарь из Нюрнберга. Повесть
- 1909 — «Застрельщик».
- 1910 — «За жар-птицей».
- 1913 — «Белый слон».
- 1913 — «Шелушея».
- 1914 — «Безглазиха».
- 1914 — «Идиллия».
- 1914 — «Катастрофа».
- 1915 — «Марсельеза».
- 1917 — «В монастыре».
- 1913 — «Своим умом».
- 1928 — Художник-мудрец. Очерк
- 1929 — Как я пишу. Статья
- 1937 — «Филаретки».
- 1957 — Дни моей жизни. Очерк

### Драматургия
- 1919, 1930 — «Смерть Коперника» («Лектор-заместитель»). Драматический этюд
- 1921 — «Град незримый». («Фаворское действо»). Мистерия-лубок
- 1923 — «Равви»[4]
- 1924 — «Дворец и крепость». Киносценарий
- 1927, 1960, 1964 — «Живая вода». Пьеса
- 1929 — «Причальная мачта». Пьеса
- 1936 — «Пугачёв». Киноповесть
- 1937 — «Сто двадцать вторая». Пьеса
- 1943 — «Князь Владимир». Пьеса (совместно с Бояджиевым Г. Н.).
- 1944 — «Алёша Пешков». Пьеса (совместно с Груздевым И. А.).
- 1955 — «Камо». Пьеса

### Издания сочинений
- 1956 — «Сочинения в четырёх томах». — М.
- 1962—1964 — «Сочинения в восьми томах». — Л.
- 1972 — «Избранные произведения в 2-х томах». — Л.
- 1988 — «Первенцы свободы. Одеты камнем». — Петрозаводск, «Карелия», — 480 с.

## Память
Имя Ольги Форш носят улицы в Калининском районе Санкт-Петербурга, Волгограде, в Гунибе и Измаиле.